# 多冪数

100までの多冪数と、指数によって色付けした素因数分解。1は特別なケース（素因数分解は空積）。

自然数 n が多冪数（たべきすう、英: powerful number）であるとは、素数 p が n を割り切るならば、必ず p の平方も n を割り切ることをいう。
多冪数は無数に存在し、1 から小さい順に列記すると
1, 4, 8, 9, 16, 25, 27, 32, 36, 49, 64, 72, 81, 100, …（オンライン整数列大辞典の数列 A001694）
ポール・エルデシュとジョージ・セケレシュがこの形の数を研究したが、ソロモン・ゴロムが初めてこの形の数を powerful と呼んだ。英語では他に squareful, square-full などともいう。
例えば、36 = 22 × 32 は素因数 2, 3 についてその平方で割り切れるので多冪数である。12 = 22 × 3 は素因数 2, 3 のうち 3 についてその平方である 9 = 32 では割り切れないので多冪数でない。

## 性質
多冪数を素因数分解すると、現れる指数は常に 1 より大きくなる。
2r + 3s（r, s は非負整数）は 1 より大きなすべての整数を表すから、多冪数は a2b3（a, b は自然数）の形に表される。また、b が平方因子をもたない整数という条件の下では、多冪数はこの形に一意的に表される。
多冪数の逆数の和は
{\displaystyle \prod _{p}(1+{\frac {1}{p(p-1)}})={\frac {\zeta (2)\zeta (3)}{\zeta (6)}}={\frac {315}{2\pi ^{4}}}\zeta (3)}（p は全ての素数を走る）
に収束する。ここで ζ(s) はリーマンゼータ関数である(Golomb, 1970)。
k(x) を 1≤n≤x となる多冪数 n の個数とすると
{\displaystyle cx^{1/2}-3x^{1/3}\leq k(x)\leq cx^{1/2},c=\zeta (3/2)/\zeta (3)=2.173\cdots }
となる(Golomb, 1970)。
ペル方程式 x2 − 8y2 = 1 は無数に多くの自然数解を持つから、無数に多くの連続する多冪数が存在する(Golomb, 1970)。

連続した平方数の差が連続した奇数であることの視覚的証明

奇数や 4 の倍数は多冪数、特に平方数の差で表されるが、ゴロムは
2 = 33 − 52
10 = 133 − 37
18 = 192 − 73 = 32(33 − 52)
など、多冪数の差として表される単偶数の例を示し、6 はそのように表すことはできず、他にも多冪数の差として表すことができない無数に多くの数が存在すると予想したが、Narkiewicz は
6 = 5473 − 4632
など、6 は多冪数の差として無数に多くの方法で表されることを示し、McDaniel は全ての整数は互いに素な多冪数の差として無数に多くの方法で表されることを示した(McDaniel, 1982)。
エルデシュは十分大きな全ての整数は高々 3 つの多冪数の和として表されると予想し、ロジャー・ヒース＝ブラウン
によって証明された(Heath-Brown, 1987)。

## 一般化
より一般的な概念として、素因数分解したときに現れる指数が少なくとも k であるような整数を k-多冪数（k-powerful number）とか k-フル数（k-ful number, k-full number）という。
(2k+1-1)k, 2k(2k+1-1)k, (2k+1-1)k+1
は k-多冪数からなる等差数列である。また a1, a2, ..., as が k-多冪数からなる公差 d の等差数列であれば
a1(as+d)k, a2(as+d)k, ..., as(as+d)k, (as+d)k+1
は s+1 項からなる等差数列である。
k-多冪数による等式としては
ak(al+...+1)k+ak+1(al+...+1)k+...+ak+l(al+...+1)k=ak(al+...+1)k+1
というものもあり、ここから l+1 個の k-多冪数の和が k-多冪数となる例が無数にあることが分かる。Nitaj は互いに素な 3-多冪数で、その和が 3-多冪数となるものが無数にあることを示し(Nitaj, 1995)、Cohn は互いに素で、かつ立方数でない 3-多冪数で、その和が再び立方数でない 3-多冪数となるものが無数にあることを示した(Cohn, 1998)。Cohn の構成は次の通りである。
X=9712247684771506604963490444281, Y=32295800804958334401937923416351, Z=27474621855216870941749052236511
は方程式 32X3 + 49Y3 = 81Z3 の解であり、ここから X′=X(49Y3 + 81Z3), Y′ = −Y(32X3 + 81Z3), Z′ = Z(32X3 − 49Y3)とし、その公約数を取り除くことによって新たに方程式 32X3 + 49Y3 = 81Z3 の解を構成する。32X3, 49Y3, 81Z3 が求める組である。

## その他の性質
- 連続する多冪数の組は (8, 9), (288, 289), (675, 676), … となる。小さいほうの数はA060355を、大きいほうの数はA078326を参照。
- 連続で k-多冪数が表れる数がある。個数の少ない順に書き表すと 4, 8, 48, 242, 844, 22020, 217070, …（A045882) 
  - 連続で k-多冪数が表れる数の小さい方の数は 8, 24, 27, 44, 48, 49, 63, 75, 80, 98, 99, 116, 120, 124, 125, 135, …（A068781）
  - 3連続で k-多冪数が表れる数の最小の数は 48, 98, 124, 242, 243, 342, 350, 423, 475, …（A070258）
    - このときの中央の値の数 (自身と両隣が k-多冪数) の数列は A235578 を参照。

  - 4連続で k-多冪数が表れる数の最小の数は 242, 844, 845, 1680, 1681, …（A070284）
  - 5連続で k-多冪数が表れる数の最小の数は 844, 1680, 2888, …（A078144）
  - 6連続で k-多冪数が表れる数の最小の数は A049535 を参照。
  - 7連続で k-多冪数が表れる数の最小の数は A077640 を参照。
  - 8連続で k-多冪数が表れる数の最小の数は A077647 を参照。
  - 9連続で k-多冪数が表れる数の最小の数は A078143 を参照。
- 奇数の k-多冪数は 9, 25, 27, 45, 49, 63, 75, 81, 99, 117, 121, 125, 135, 147, 153, …（A053850）